# Бадд, Харольд
Харольд Бойс Бадд младший (англ. Harold Boyce Budd Jr.; род. 4 января 1939, Саммит, Нью-Джерси) — американский гребец, выступавший за сборную США по академической гребле в середине 1960-х годов. Чемпион летних Олимпийских игр в Токио, победитель Королевской регаты Хенли, бронзовый призёр чемпионата Европы, победитель и призёр регат национального значения.

## Биография
Харольд Бадд родился 4 января 1939 года в городе Саммит, штат Нью-Джерси.
Занимался академической греблей во время учёбы в Йельском университете, состоял в местной гребной команде, неоднократно принимал участие в различных студенческих соревнованиях. Окончил университет в 1961 году и затем провёл один год в Кембриджском университете в Англии — здесь, в частности, отметился победой в восьмёрках на Королевской регате Хенли. Позже проходил подготовку в лодочном клубе «Веспер» в Филадельфии, в составе которого становился чемпионом США в зачёте распашных двоек, четвёрок и восьмёрок.
Наивысшего успеха в гребле на международном уровне добился в сезоне 1964 года, когда вошёл в основной состав американской национальной сборной и благодаря череде удачных выступлений удостоился права защищать честь страны на летних Олимпийских играх в Токио. В составе экипажа-восьмёрки обошёл всех своих соперников в финальном заезде, в том числе главных фаворитов немцев, и завоевал золотую олимпийскую медаль.
В 1965 году в восьмёрках также стал бронзовым призёром на чемпионате Европы в Дуйсбурге.
Впоследствии проживал в поселении Девон в Пенсильвании. В 1980 году его дом ограбили, при этом золотая олимпийская медаль была похищена и оказалась утерянной навсегда.